# Obsjtina Pravets
obsjtina Pravets (bulgariska: Община Правец) är en kommun i Bulgarien.   Den ligger i regionen Sofijska oblast, i den centrala delen av landet, 60 km nordost om huvudstaden Sofia.
obsjtina Pravets delas in i:
- Vidrare
- Dzjurovo
- Osikovitsa
- Osikovska Lakavitsa
- Razliv

Följande samhällen finns i obsjtina Pravets:
- Pravets

Omgivningarna runt obsjtina Pravets är en mosaik av jordbruksmark och naturlig växtlighet. Runt obsjtina Pravets är det ganska glesbefolkat, med 32 invånare per kvadratkilometer.